# 河南警察学院
河南警察学院，是一所位于河南省郑州市的公安类普通本科高等院校，隶属河南省公安厅。

## 历史沿革
- 1949年2月，成立中共豫西区党委社会部保卫干部训练班。
- 1949年，更名中共河南省委社会部保卫干部培训班。
- 1949年，更名河南省公安干部学校。
- 1958年，并入河南省政法干部学校。
- 1974年，河南省政法干部学校的原河南省公安干部学校部分，分出复校，改建河南省公安干部学校。
- 1980年，更名河南省人民警察学校。
- 1991年，升格河南公安专科学校。
- 1992年，更名河南公安高等专科学校。
- 2003年，郑州市人民警察学校并入。
- 2010年3月18日，教育部批准升格河南警察学院，提升为本科。

## 院系设置
- 侦查系
- 治安系
- 法律系
- 交管系
- 刑技系
- 网安系
- 指战系
- 警管系
- 基础部(2020年删除)
- 社科部
- 警体部
- 成教部

## 历任领导
院长
- 毛志斌：2011年7月13日被任命为河南警察学院院长，教授。行政一级警监警衔。2014年7月，涉嫌违纪被调查。2014年8月，被免职。2014年10月23日，被河南省漯河市人民检察院立案调查。